# Leptoiulus magnus
Leptoiulus magnus är en mångfotingart som beskrevs av H. Bigler 1919. Leptoiulus magnus ingår i släktet Leptoiulus och familjen kejsardubbelfotingar. Inga underarter finns listade i Catalogue of Life.